# فرودگاه وندربوم
فرودگاه وندربوم  (به انگلیسی: Wonderboom Airport)  یک فرودگاه همگانی  با کد یاتا PRY است که یک باند فرود آسفالت دارد و طول باند آن ۱۲۸۰ متر است. این فرودگاه در شهر  پرتوریا کشور آفریقای جنوبی قرار دارد و در ارتفاع ۱۲۴۸ متری از سطح دریا واقع شده است.

## شرکت‌های هواپیمایی و مقصدهای پروازی
Beginning ۱۷ اوت ۲۰۱۵, ایرلینک started be offering direct flights to Cape Town from the airport.
| شرکت‌های هواپیمایی | مقصدهای پروازی |
| ----------------- | -------------- |
| ایرلینک           | کیپ‌تاون        |